# Peg Powler
Peg Powler es una criatura del folklore inglés parecida a una bruja, con la piel verde, el pelo largo y los dientes afilados. Se dice que vive en el río Tees, en Durham, en la parte norte de Inglaterra. Cuando alguien solitario se acerca demasiado al borde del agua, especialmente si se trata de niños traviesos, ella les agarra los tobillos y los ahoga en el río.
Se dice que la palabra Peg o Peggy está relacionada con la palabra griega pegae, un duende o ninfa del agua. Peg es, por lo tanto, una deidad pagana.
Este personaje, una especie de espíritu del agua, es común en el folklore inglés y se puede encontrar con similares características y otros nombres a lo largo de todo el país (Grindylows en Yorkshire, Jinny Greenteeth en Lancashire, por ejemplo). Todos parecen haber sido inventados para asustar a los niños, como prevención para que no se acerquen demasiado a aguas peligrosas.
- Datos: Q3056199